# Barba Roja (serie de 1997)
Barba Roja es una serie de televisión de animación francesa de 26 capítulos de 26 minutos, adaptada del cómic de Jean-Michel Charlier y Victor Hubinon, emitida a partir del 9 de junio de 1997 por Canal+. En España fue emitida por TVE y Fox Kids y en América Latina por Magic Kids.

## Sinopsis
Trata sobre las aventuras del pirata Barba Roja en el siglo XVIII.

## Ficha técnica
- Título original: Barbe Rouge
- Realización: Jean Cubaud
- Autores BD: Jean-Michel Charlier, Victor Hubinon
- Guionista: Jean Cubaud
- Música: Paul Racer, Matt Son
- Origen: Francia
- Productores:Canal+, TF1, Radiotelevisione Italiana, Medver, Victory Carrère.
- Títulos:
  -   Captain Red Beard
  -  Kaptein Rødskjegg
  -  Barbarossa
  -  Κοκκινογένης Πειρατής
  -  Barba Roja

## Capítulos
1. El hijo de Barba Roja
2. Mademoiselle de Breteuil
3. Vivo o muerto
4. El tesoro de Barba Roja
5. El buque fantasma
6. La Isla de la Calavera
7. El hijo del Nuevo Mundo
8. Misión secreta
9. El baile del Conde de Orville
10. El pirata sin rostro
11. En manos del virrey
12. La Dama de Yucatán
13. El códice de Hernán Cortés
14. Perros de caza
15. Paraíso terrenal
16. El desafío al Rey
17. El oro de los Koubas
18. La ruta de los diamantes
19. Australia, el continente desconocido
20. La tiara de Assurbanipal
21. El gran cocodrilo blanco
22. El árbol del pan
23. El reino del Padre Juan
24. La novia de los mares del sur
25. Las mariposas negras del Yang Tse
26. Noches de Siam

## Productos derivados
- 1998: edición VHS por TF1 Vidéo en Francia.
- DVD con algún capítulo suelto con el periódico El País en España.